# Megumi Torigoe
Megumi Torigoe (jap. 鳥越 恵, Torigoe Megumi) ist eine ehemalige japanische Fußballspielerin.

## Karriere
Torigoe wurde 1999 in den Kader der japanischen Nationalmannschaft berufen und kam bei der Asienmeisterschaft der Frauen 1999 zum Einsatz. Insgesamt bestritt sie acht Länderspiele für Japan.